# Neuwerk
Neuwerk [nɔɪ̯'vɛʁk] (Anhörenⓘ; niederdeutsch Neewark), genannt auch Insel Neuwerk, ist eine bewohnte deutsche Insel im südöstlichen Teil der Helgoländer Bucht bzw. am Südwestrand der Außenelbe, mit den unbewohnten Nachbarinseln Scharhörn und Nigehörn. Letztere wurde 1989 durch Aufschüttung geschaffen. Politisch bildet die Inselgruppe den Stadtteil Hamburg-Neuwerk, zugeordnet dem Bezirk Hamburg-Mitte der Freien und Hansestadt Hamburg, deren Stadtgebiet ca. 120 km Luftlinie in Richtung Ostsüdost entfernt liegt. Neuwerk ist das Zentrum des 1990 gegründeten Nationalparks Hamburgisches Wattenmeer (NPHW), zu dem, neben dem Wattgebiet, auch die beiden Nachbarinseln gehören. Neben der Prägung Neuwerks durch die jahrhundertealten wirtschaftlichen Interessen Hamburgs an einer der meistbefahrenen Schifffahrtsstraßen sind die Insel und das Watt ein maritimer Lebensraum für Flora und Fauna.

## Geographie

### Geographische Lage

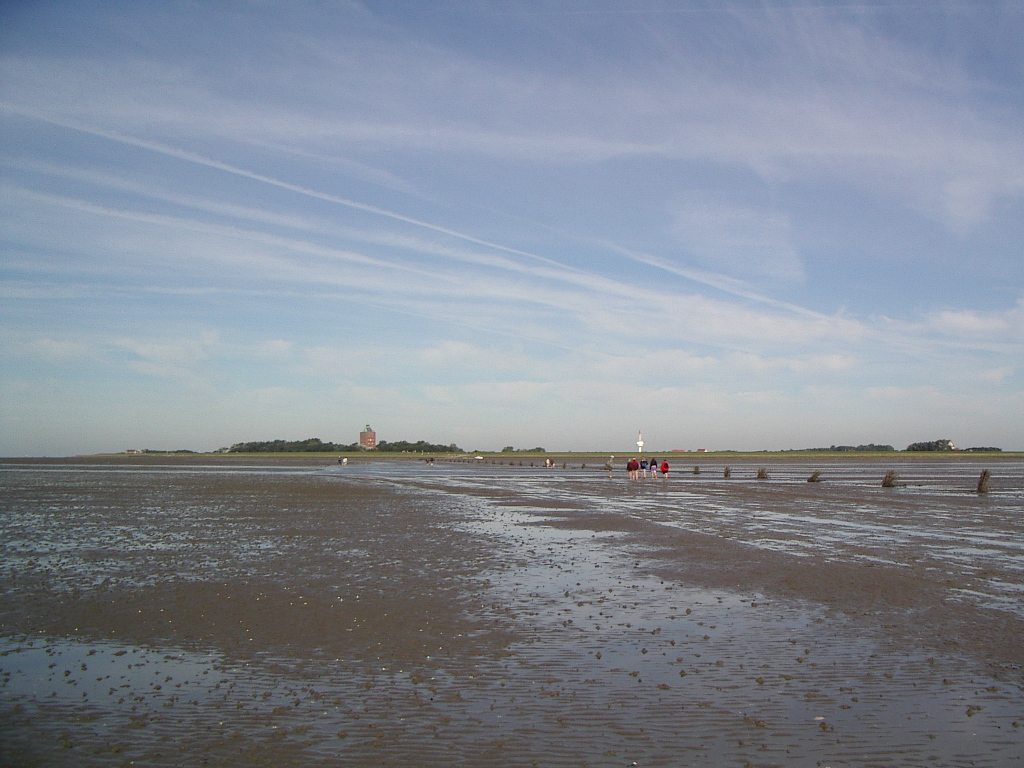
Watt bei Neuwerk

Die Insel Neuwerk liegt ungefähr 15 km nordwestlich von Cuxhaven, das sich auf dem Festland in Niedersachsen befindet. Hamburg liegt etwa 120 km ostsüdöstlich.
Die etwa drei Quadratkilometer große Fläche der Insel lässt sich in die beiden Vorländer und den eingedeichten Innengroden unterteilen. Das Neuwerker Watt und das schützende Außendeichgebiet, das Vorland, ermöglichen die Prozesse des Gezeitenwechsels zu verfolgen, der regelmäßig (und besonders nach Stürmen) Bernstein anschwemmt.
Im Gezeitenzyklus erreicht das Tidehochwasser den Neuwerker Anleger 30 Minuten vor dem Steubenhöft in Cuxhaven, da die Gezeitenwelle um den mittleren amphidromischen Punkt in der Nordsee gegen den Uhrzeigersinn läuft. Ein Tideniedrigwasserstand lässt sich für Neuwerk nicht feststellen, da der Pegel und fast die komplette Insel trockenfallen.

### Naturräumliche Zuordnung
Neuwerk und das umliegende Watt gehören in der naturräumlichen Haupteinheitengruppe Ems- und Wesermarschen (Nr. 61) zum Naturraum Watten im Elbe-Weser-Dreieck Jadebusen. Auf oberer Ebene gehört es als Teil des Marschlandes zur Großregion Norddeutsches Tiefland.

### Inselkern

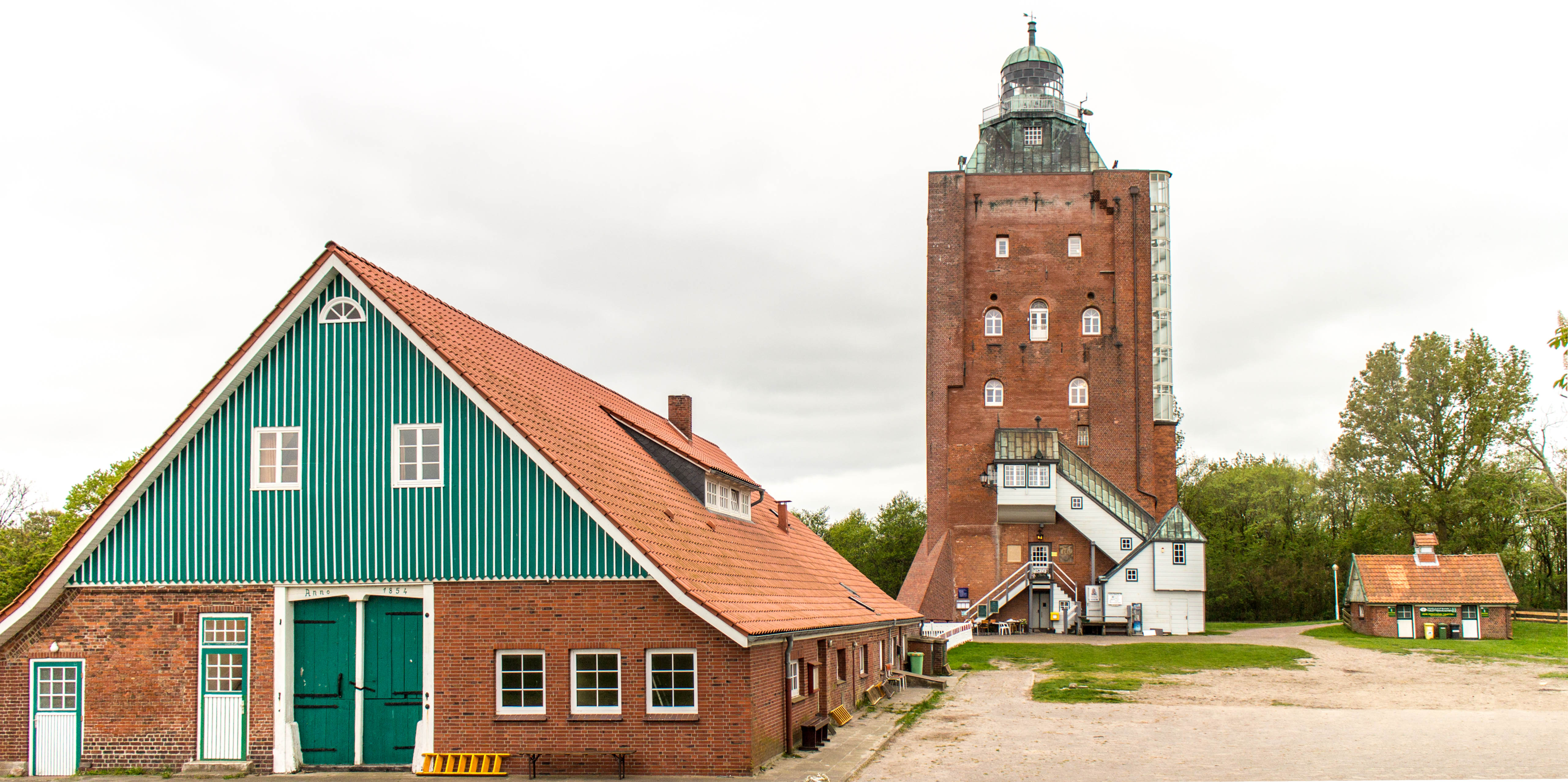
Gebäudeensemble der Turmwurt Neuwerk: Staatsscheune (1854), Großer Leuchtturm (1310) und Schulgebäude (1886) (von links nach rechts)

Der Inselkern (Binnengroden oder Innengroden) ist von einem etwa sieben Meter hohen Deich umgeben und nimmt etwa 120 ha ein. Neben den Höfen, Wegen und Wiesen liegt im Süden die nochmals eingedeichte und erhöhte Turmwurt, in der sich neben dem Turm noch einige Häuser und der Turmplatz befinden, auf dem die Sahlenburger und Duhner Wattwagen ihre etwa einstündige Pause einlegen, bevor sie ihre Rückfahrt in gleicher Tide antreten.

### Vorland
Das Vorland wird durch den äußeren Deichfuß und die Hochwasserlinie begrenzt. Es umfasst 182 ha. Auf der Nordost- und Ostseite liegen Lahnungsfelder aus den 1930er-Jahren, die zuletzt nur teilweise Mitte der 1990er-Jahre unterhalten und wissenschaftlich vermessen wurden. Das Vorland ist bei Hochwasser Rastplatz für Wattvögel, zur Zugzeit Rastplatz für Ringelgänse und zur Brutzeit Nistplatz von Seeschwalben, Möwen und Enten. Das Vorland wird von einem Sommerdeich durchzogen, der einen Teil des Vorlandes gegen die leichteren Sommersturmfluten schützt. Das Neuwerker Vorland besitzt eine Bedeutung für den Vogelschutz, beispielsweise als Rastplatz für Pfeifenten, Ringel- und Nonnengänse während des Vogelzuges oder als Brutgebiet für den Rotschenkel und weitere Limikolen.

#### Ostvorland
Der östliche Teil des Vorlandes ist überwiegend dem Schutzstatus der „Zone I“ unterstellt, eingezäunt und kann nur auf einem Weg betreten werden. Er wird nicht beweidet. Die Salzwiesen werden von Prielen durchzogen und gehen in den Lahnungsfeldern in das Watt über. Im Übergang zum Nordvorland steht die Ostbake.

#### Nordvorland
Das Vorland nördlich des Deiches wird fast vollständig mit Steinpackungen vom Watt abgegrenzt, die seit 1931 die Insel vor Erosion schützen sollen. Im Westen grenzen sie an das Fahrwasser „Hundebalje“ und im Norden an den „Kleinen Vogelsand“. Ein Zaun verhindert, dass die hier weidenden Rinder, Schafe und Pferde den Deich oder das Ostvorland betreten.

### Nachbarinseln

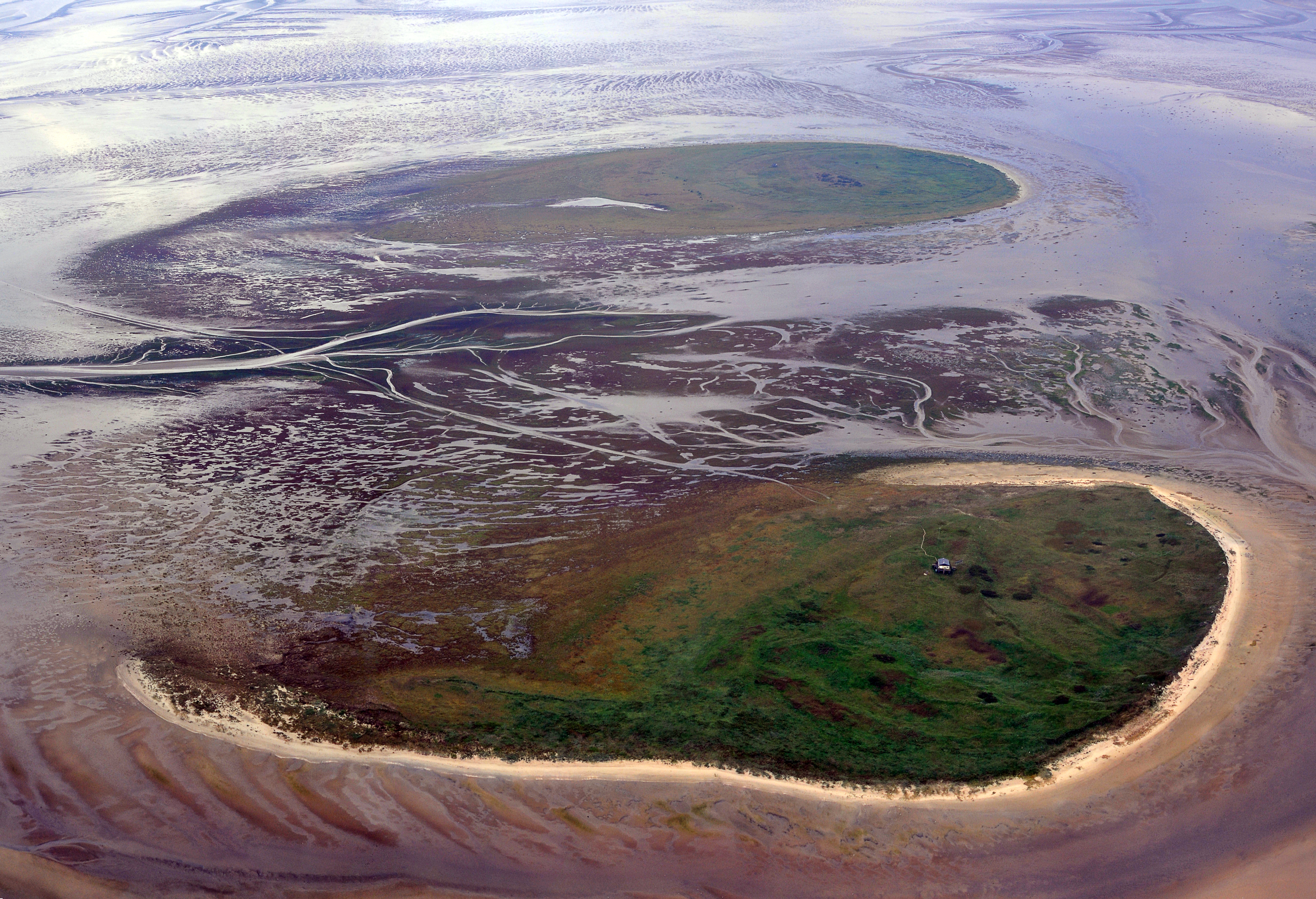
Scharhörn (vorne) und Nigehörn (hinten)
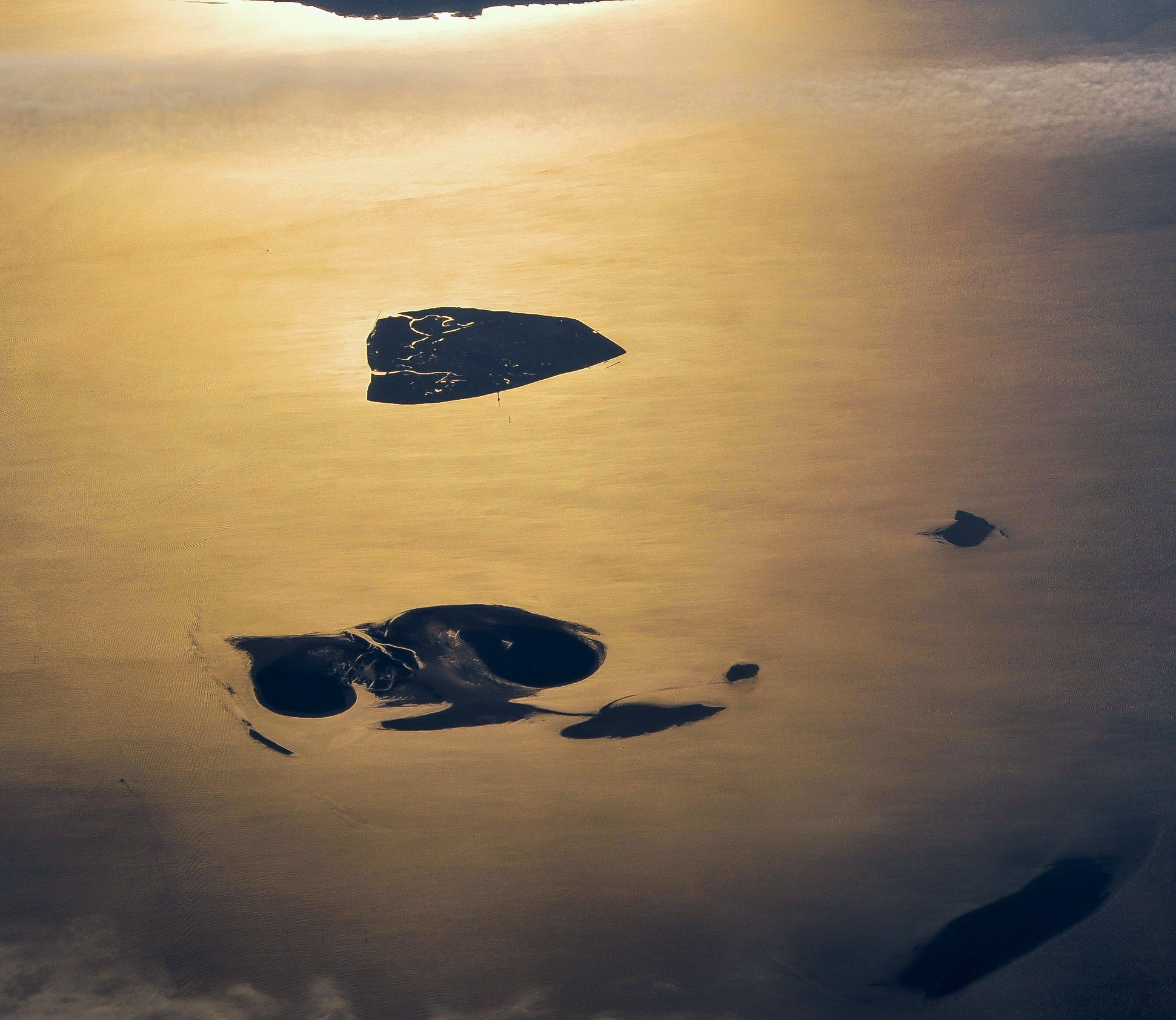
Neuwerk (Mitte), Scharhörn (vorne links) und Nigehörn (vorne rechts) bei Hochwasser
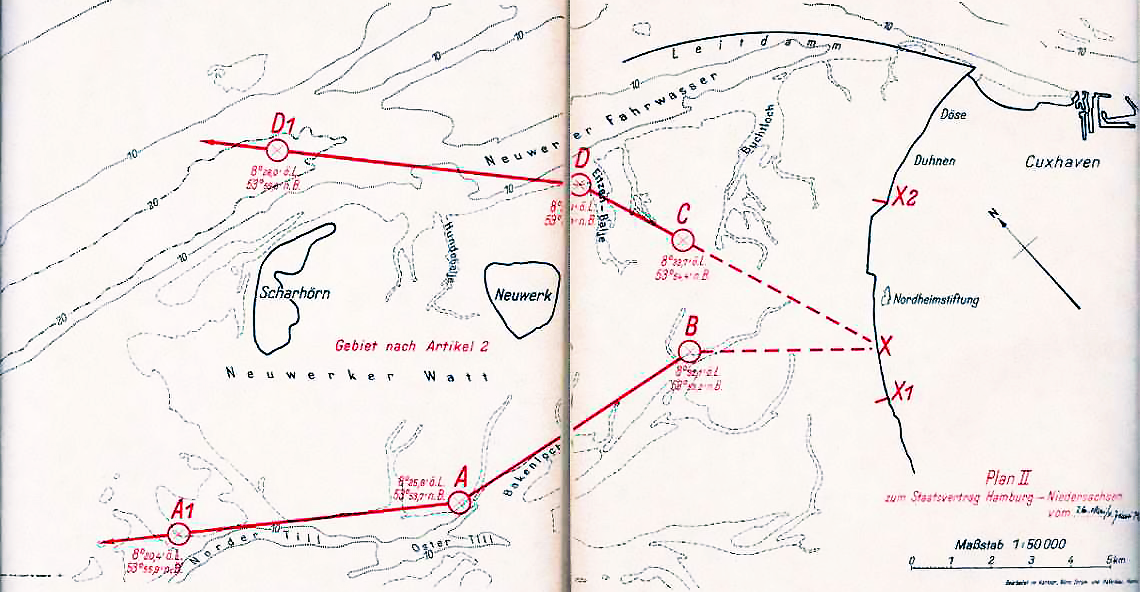
Neuwerk im Cuxhaven-Vertrag

Die ebenfalls zu Hamburg gehörenden nahegelegenen Inseln Scharhörn und Nigehörn bilden ein Vogelschutzgebiet. Besucher dürfen Scharhörn nur nach telefonischer Rücksprache mit dem Vogelwart über einen sieben Kilometer langen Wattweg betreten, damit der Schutz der dort anzutreffenden bedrohten Arten sichergestellt bleibt. Das Betreten von Nigehörn ist verboten. Das gesamte Areal bildet mit dem umliegenden Wattenmeer den Nationalpark Hamburgisches Wattenmeer.

### Geologie

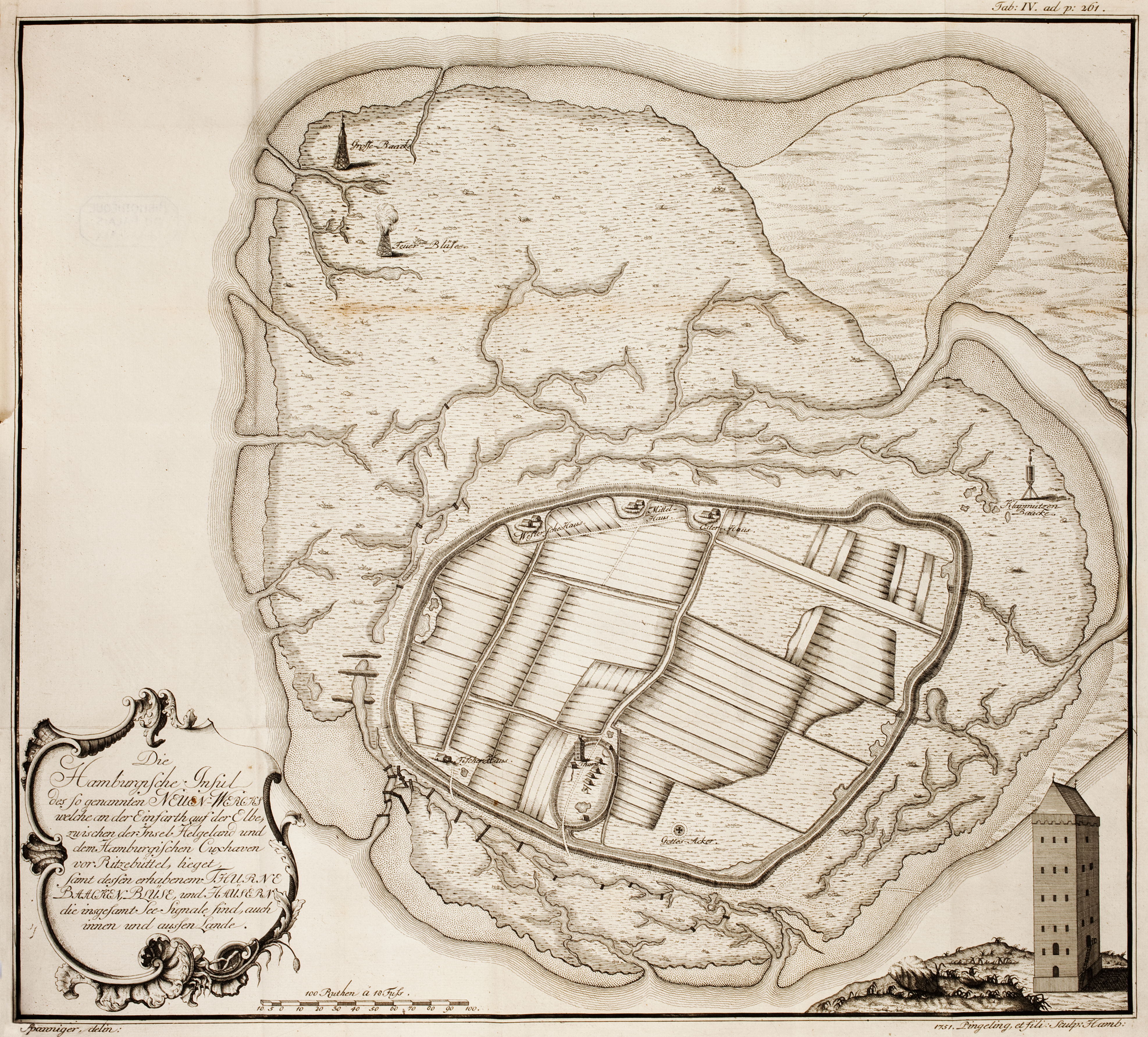
Küstenlinie Neuwerks (1751)

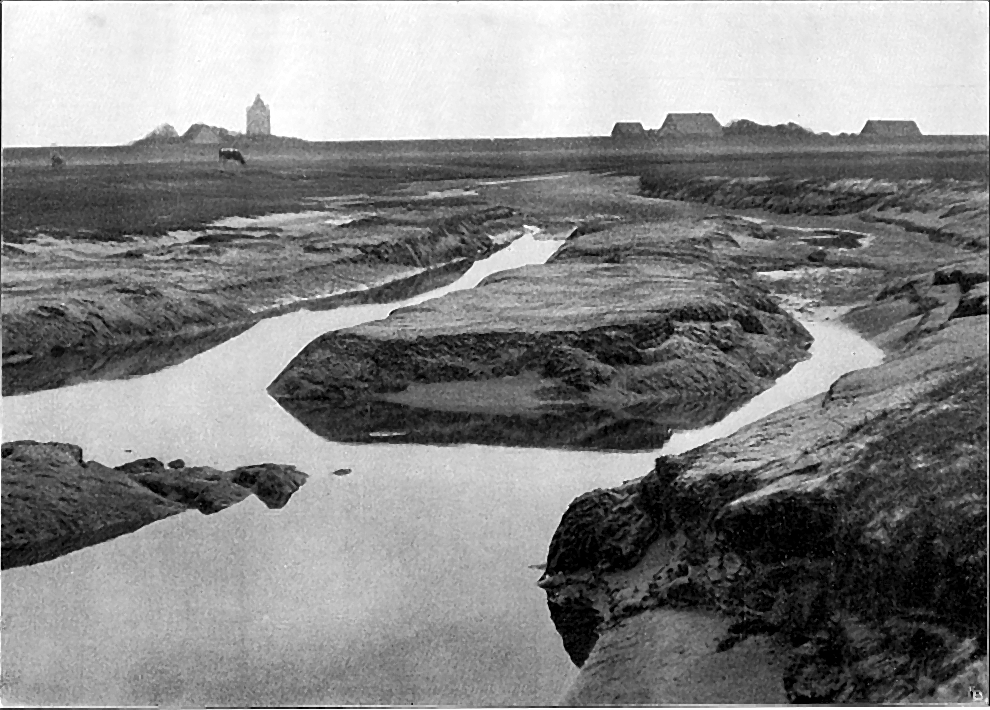
Prielverzweigung im Nordvorland (1908)

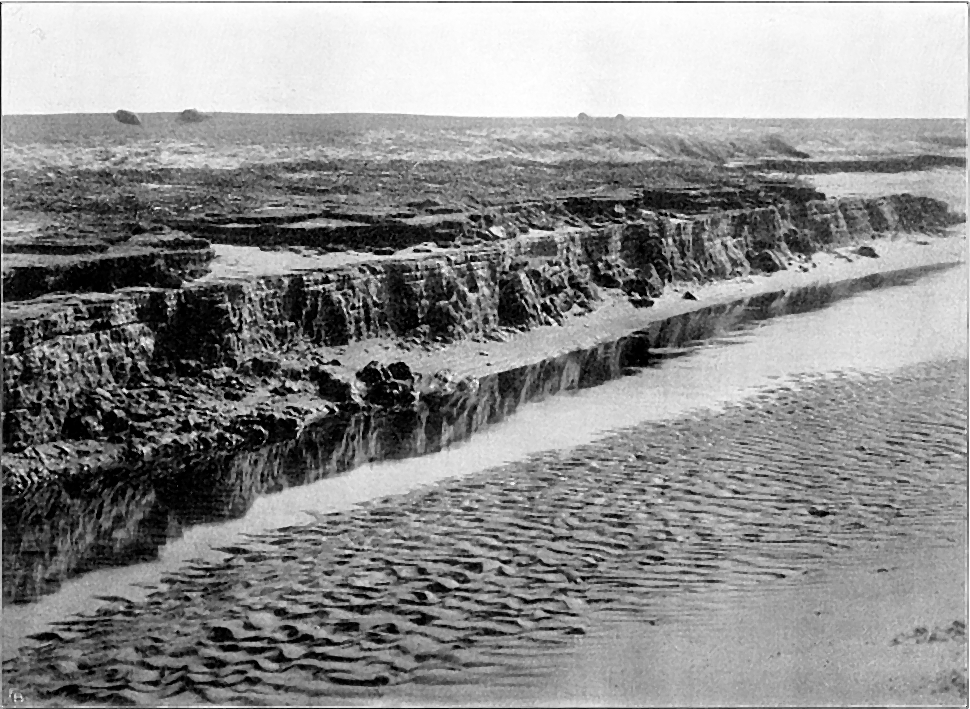
Uferkante vor der Befestigung (1908)

Trotz des Marschcharakters Neuwerks und der kurzen Periode der Marschbildung, die sich in Sedimentproben des Bereiches Neuwerk/Scharhörn findet, ist es dennoch eher eine Sandinsel wie Trischen oder Mellum. Die jüngeren Schichten zeigen oberhalb der Kleischichten feinen, kalkhaltigen Sand. Dieser Meeresboden konnte ebenso durch Bohrungen in Turmnähe nachgewiesen werden. Im Nordosten des Vorlandes finden sich noch heute letzte Überreste der Sanddünen. Wie bei vielen Nord- und Ostfriesischen Inseln hat sich die Küstenlinie Neuwerks zumindest über die letzten Jahrhunderte stark verschoben. So zeigen frühe Karten noch ein ausgedehntes Nordwestvorland, in dem noch 1751 die Feuerblüse und die Nordbake standen. In gleichem Zuge hat sich auch die Fahrrinne der Elbe nach Norden verschoben, die früher noch dicht an der Nordküste entlang verlief. Auch bot die Insel einen Hafen für Handelsschiffe, über den der Werkzoll eingetrieben wurde.

## Geschichte

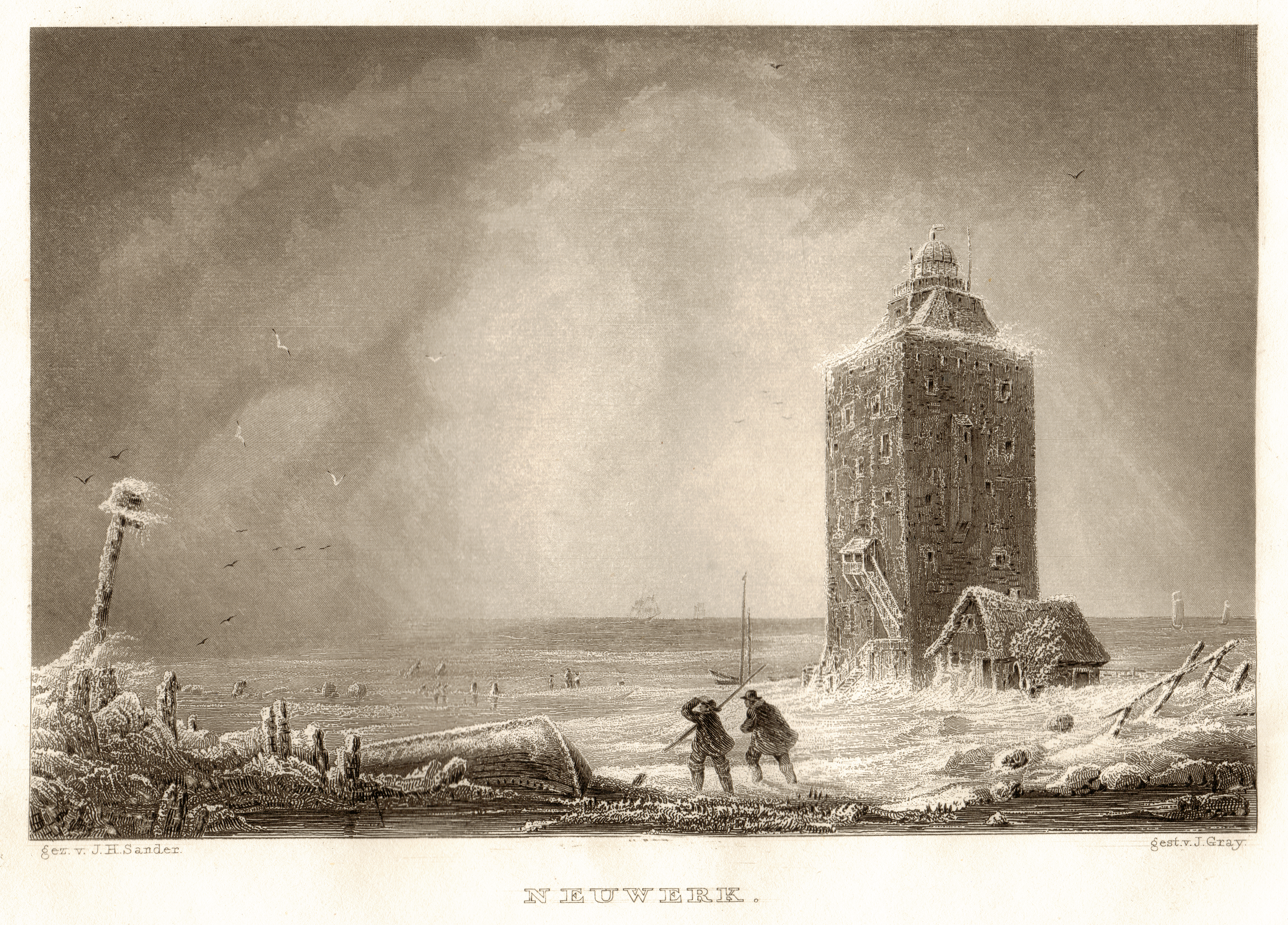
Turm von Neuwerk bei Sturmflut, Stahlstich (um 1840) von Jens Gray/Johann Heinrich Sander

Wappen des Amtes Ritzebüttel. (Es zeigt nicht den Neuwerker Turm, sondern die Große oder Ross Bake im Vorland der Cuxhavener Hafeneinfahrt.)

### Mittelalter
Hamburg erhielt am 14. April 1286 die Hälfte der Insel „O“ vom Herzog von Sachsen-Lauenburg, mit dem Recht, einen 35 Meter hohen Turm als Seezeichen und als Vorposten gegen See- und Strandräuber zu errichten, und verpflichtete sich, dort ein Seezeichen mit dauerndem Leuchtfeuer zu errichten. Im Jahr 1316 wurde im Bündnisvertrag zwischen den Wurtfriesen der Marsch Land Wursten und Hamburg die Insel Neuwerk als Nova Ocht und in anderen Quellen als Nova O, Nige Oge und Nova Och bezeichnet. Ende des 14. Jahrhunderts kam es zu einer Fehde mit den Lappes, bei der Neuwerk kurzzeitig unter die Verwaltung der Lappes in Ritzebüttel fiel, bevor sie ihre Besitztümer 1393 an Hamburg verkaufen mussten. Hamburg schützte die Elbmündung nun vom 1394 neugegründeten hamburgischen Amt Ritzebüttel aus; dadurch verlor Neuwerk an Bedeutung als Sitz des Hauptmanns.
Eberhard Ovelacker plünderte 1535 mit 5000 Mann die Insel, nachdem der Vogt Bernd Beseke einem Viehdieb samt Vieh auf der Insel Schutz gewährt hatte.
Im Jahr 1575 baute Hamburg zwei Lotsenhäuser auf Neuwerk.

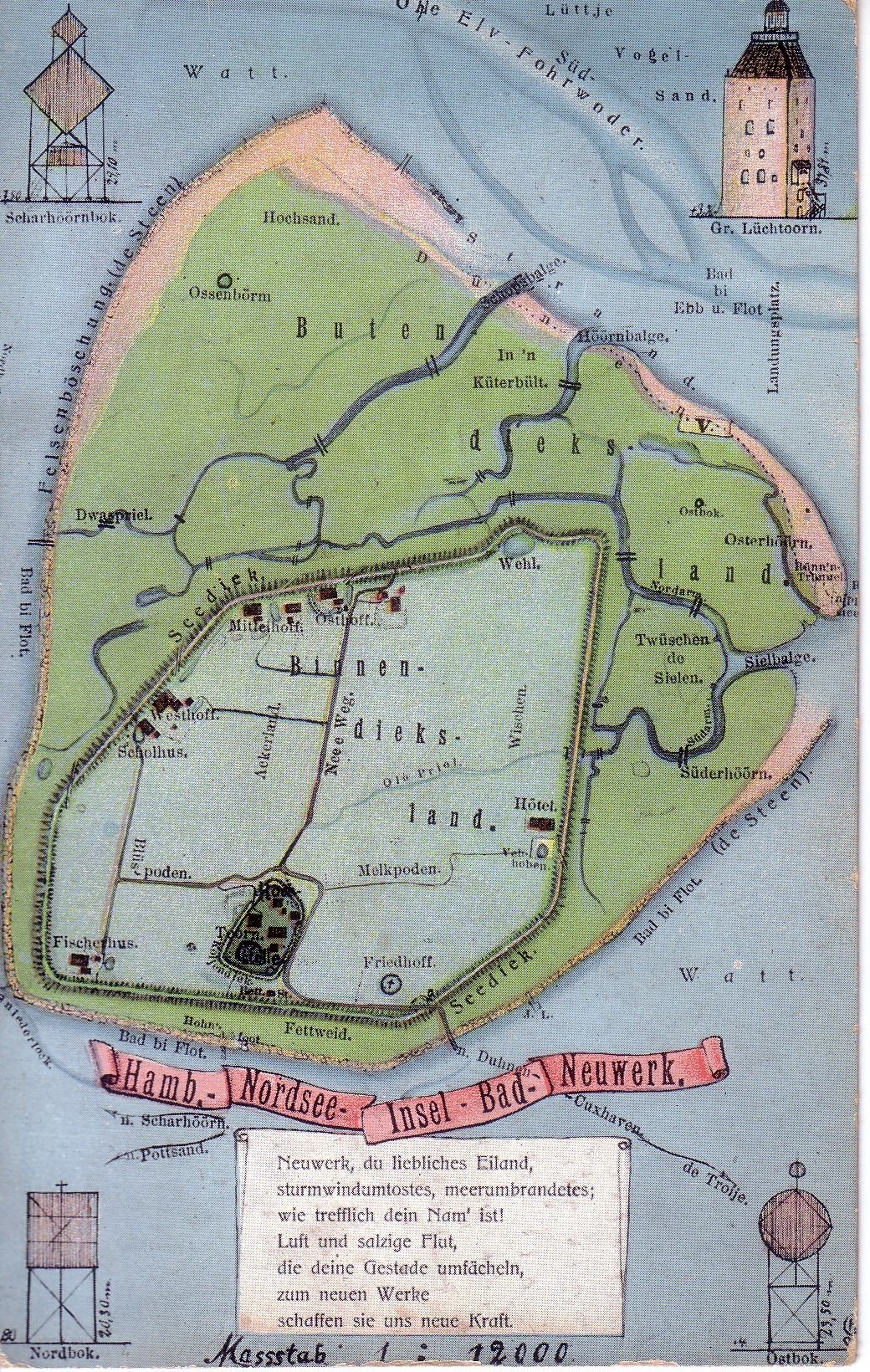
Postkarte von 1908

### Neuzeit
Am 3. Dezember 1723 strandeten mit dem Abendhochwasser im Westertill 21 Pottwale. Drei konnten sich selbst wieder in tieferes Wasser retten, 18 verendeten. Vier Tage später gingen vier Kadaver bei Hochwasser in Richtung Norden ab. Die restlichen Tiere wurden von den Bauern zerlegt und von Kaufleuten aus Hamburg und Bremen aufgekauft. Nach einer weiteren Strandung Januar oder Februar 1762 vor Scharhörn wurde der Strandvogt vom Amtmann verwarnt und zwei an der Bergung beteiligte Duhner bestraft, da die Kadaver als Eigentum der Regierung angesehen wurden.
Das im Mittelalter noch umfängliche Vorland brach im Süden und Westen mit der Zeit immer weiter ab. Zur Mitte des 18. Jahrhunderts wurden die Südwestecke und das nur wenige Meter hinter dem Deich liegende Fischerhaus nur noch durch einen Schardeich geschützt. Erst die im Watt 1795 bis 1797 unter Reinhard Woltman errichtete Pfahlwand konnte den Deich am Fischerhaus endgültig retten, wurde später nach Norden verlängert und steht noch heute. An der Südostecke wurde der Deich im gleichen Zuge auf 400 m um circa 70 m zurückversetzt.

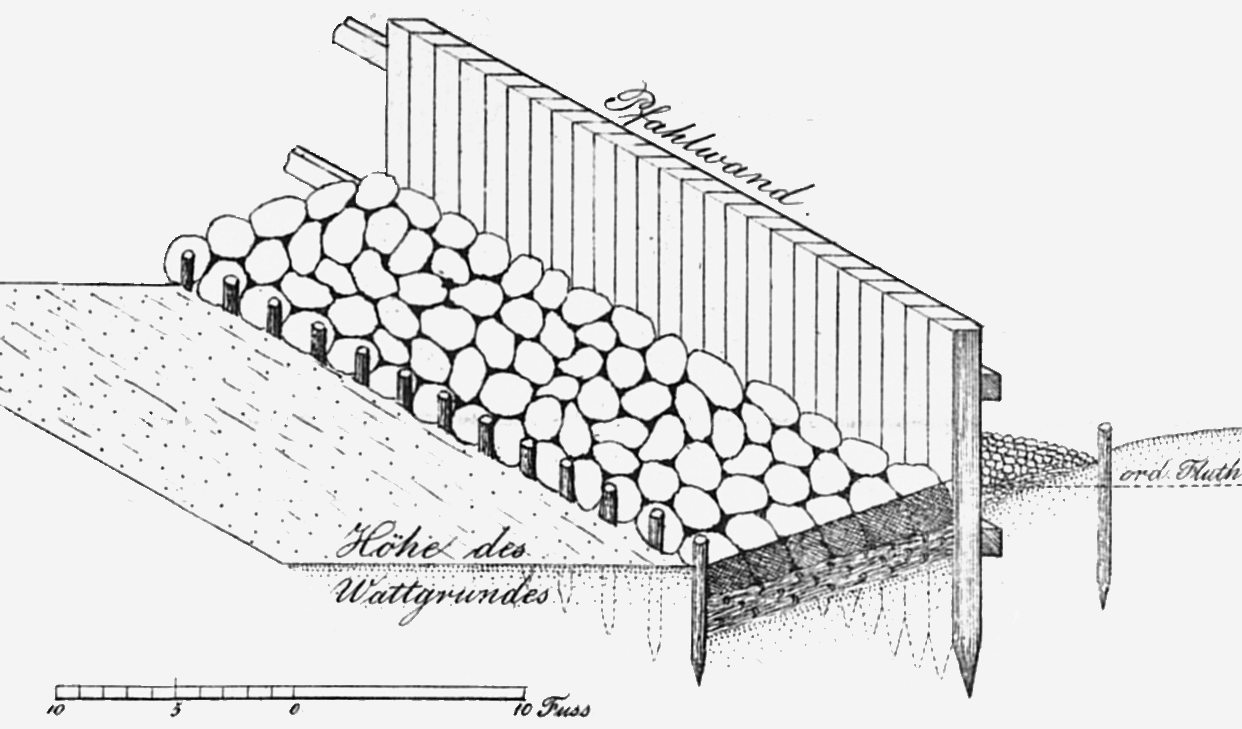
Isometrie der Pfahlwand von 1797 zum Schutz des Schardeichs im Südwesten

Die Fregatte HMS Proserpine strandete 1799 vor Scharhörn. An Bord befand sich der britische Diplomat Thomas Grenville in geheimer Mission nach Berlin. Mit ihm fanden die Besatzung und die Passagiere im Turm von Neuwerk Zuflucht, bevor er später über Cuxhaven weiterreisen konnte.
In der Hamburger Franzosenzeit war das Amt Ritzebüttel mit Neuwerk ein Kanton im Département des Bouches de l’Elbe, die Insel zählte 81 Einwohner. Der Kommandant von Cuxhaven Joseph Barbanègre vertrieb 1810 die Engländer von Neuwerk.
Die Februarflut 1825 traf Neuwerk hart. Der Deich war an einigen Stellen ganz verschwunden. Alle Einwohner mussten auf der Flucht in den Turm und das Haus des Vogts ihr Hab und Gut zurücklassen. Ihre Wohnhäuser waren danach unbewohnbar oder stark beschädigt. Zwölf Menschen starben und es entstand ein Schaden von 19.405 Mark. Danach wurde der Neuwerker Deich verstärkt. Weiterhin führte sie zu der Initiative der Bauern, eine Schule von Hamburg zu fordern.
Hamburg widmete 1864 das Amt Ritzebüttel in die Landherrenschaft Ritzebüttel um.
Die Deutsche Gesellschaft zur Rettung Schiffbrüchiger betrieb auf Neuwerk mindestens seit 1905 bis ca. 1940 eine Station.
Das Bemühen des Lehrers Heinrich Gechter, der von 1902 bis 1909 auf Neuwerk tätig war, und des späteren zweiten Vorsitzenden des Vereins Jordsand, die Scharhörnplate systematischer zu beobachten, mündeten in den 1920er Jahren in den ersten Anpflanzungen und zur Unterschutzstellung als Vogelfreistätte Scharhörn am 1. Dezember 1939. Das Schulhaus der Inselschule wurde 1912 errichtet.
Die Freiwillige Feuerwehr Neuwerk wurde 1929 gegründet.

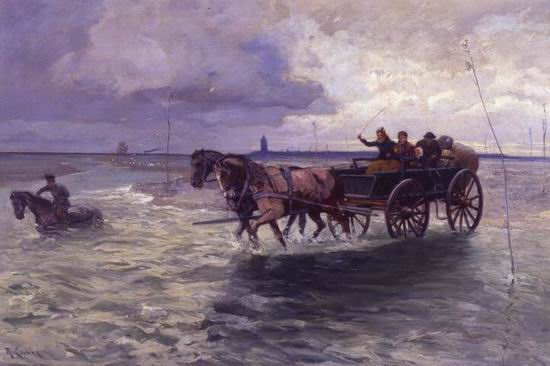
Die „Wattenpost“ vor Neuwerk, gemalt von Richard Eschke (1905)

Neuwerk diente ab 1905 als Erholungsort und Seebad. Aus Ritzebüttel entwickelte sich in der zweiten Hälfte des 19. Jahrhunderts die Stadt Cuxhaven, die am 15. März 1907 ihre Stadtrechte erhielt und in die am 1. März 1935 auch Neuwerk und Scharhörn eingemeindet wurden.
Infolge des Groß-Hamburg-Gesetzes tauschte Hamburg mit Wirkung zum 1. April 1937 seine Gebiete in Cuxhaven – und damit auch Neuwerk und Scharhörn – mit Preußen (Provinz Hannover, Regierungsbezirk Stade, Stadtkreis Cuxhaven) und erhielt dafür Altona und Wilhelmsburg. Durch die Länderneugliederung nach dem Zweiten Weltkrieg gehörte Neuwerk damit zum neuen Bundesland Niedersachsen, Regierungsbezirk Stade, kreisfreie Stadt Cuxhaven.
Eine 1926 errichtete kleine Windanlage hatte nur kurz Bestand und nach dem Krieg war Diesel zum Betrieb der Leuchtturmgeneratoren knapp. Im Auftrag des Überlandwerk Nord-Hannover (ÜNH) erbaute Dimitri Stein eines der ersten deutschen Windkraftwerke. Es sollte 80 % des Energiebedarfs der Insel decken und hatte einen Durchmesser von 15 Metern, bei einer Masthöhe von 20 Metern. Nachdem 1958 von Cuxhaven ein Stromkabel zur Insel gelegt worden war, wurde die Windkraftanlage wieder abgebaut.
1965 wurde das ehemalige Gebiet des Amts Ritzebüttel mit den Inseln Neuwerk und Scharhörn vom Bistum Osnabrück an das Bistum Hildesheim übertragen.
Der Staatsvertrag zwischen Niedersachsen und Hamburg (Cuxhaven-Vertrag) gliederte die Inseln Neuwerk und Scharhörn am 1. Oktober 1969 wieder ins Hamburger Staatsgebiet ein, indem verbliebene Rechte Hamburgs an Hafenanlagen im Gebiet von Cuxhaven aufgegeben wurden.
1968 lief der griechische Frachter Emmanuel M vor Scharhörn auf Grund und wurde von Neuwerkern geplündert.
1982 wurden das Landschaftsschutzgebiet Insel Neuwerk (200 ha) sowie das Naturschutzgebiet Neuwerk und Kleiner Vogelsand (ca. 380 ha) ausgewiesen, welches das Ostvorland einschloss und seitdem vom Verein Jordsand betreut wird. Es wurde am 28. Oktober 1986 erweitert. Im gleichen Zuge wurde das Naturschutzgebiet Neuwerk und Scharhörner Watt ausgewiesen. Zusammen standen im Hamburger Wattenmeer damit circa 8200 ha unter Naturschutz. Die Neuwerk/Scharhörner Natur- und Landschaftsschutzgebiete wurden mit dem Nationalparkgesetz außer Kraft gesetzt.
Der Nationalpark Hamburgisches Wattenmeer wurde am 9. April 1990 mit vorerst circa 117 km² ausgewiesen und in einer Änderung am 12. Dezember 2000 über die mittlere Tideniedrigwasserlinie seewärtig auf 137,5 km² erweitert.

## Wirtschaft und Verkehr

### Wirtschaft

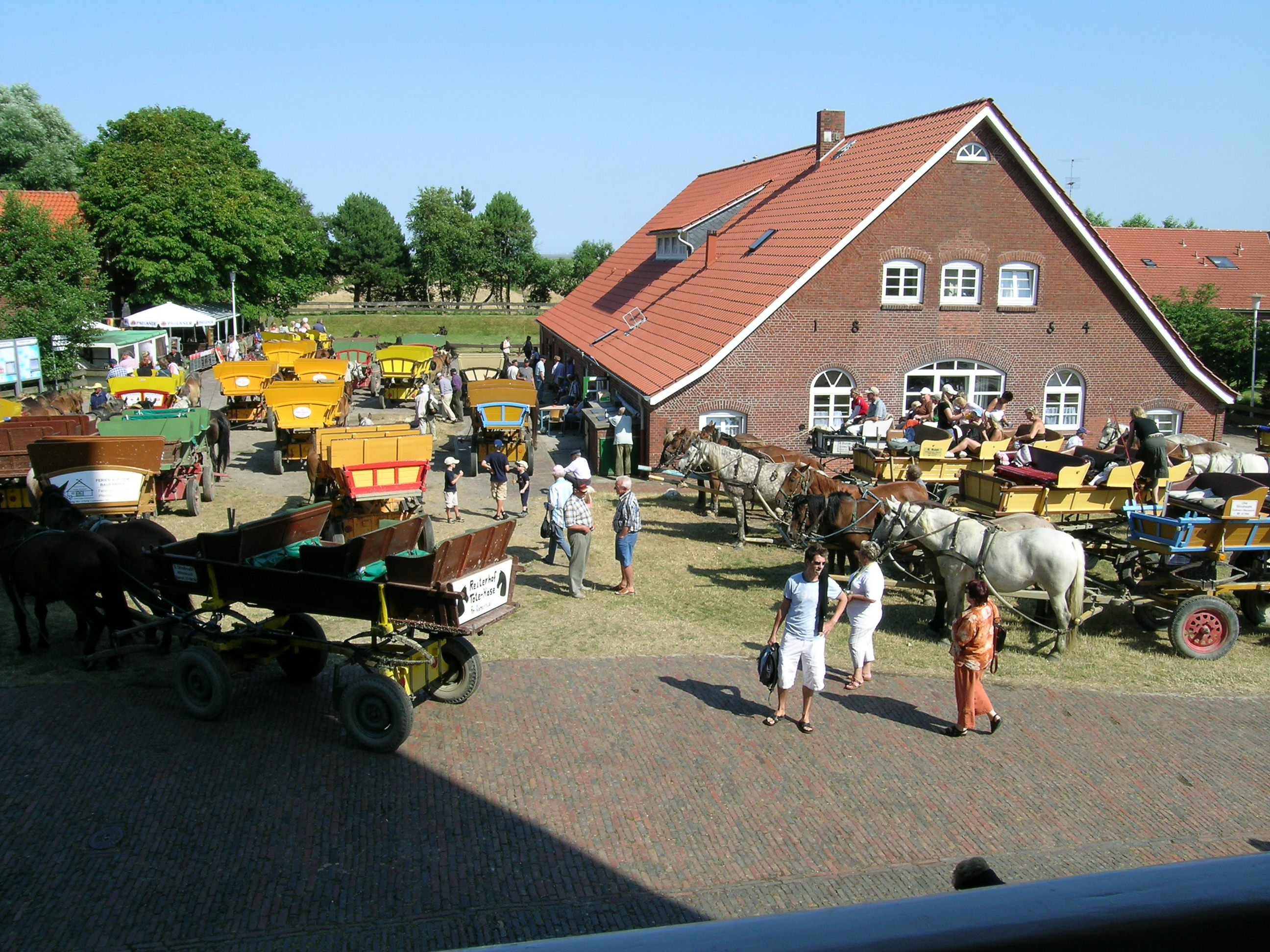
Wattwagen sammeln sich vor dem Leuchtturm in Neuwerk

Die Insel Neuwerk wird von etwa 25 Einwohnern dauerhaft bewohnt. Die bis in die 1970er-Jahre betriebene Landwirtschaft wurde als Einkommensquelle fast vollständig vom Tourismus verdrängt. Neuwerk wird jährlich in den Sommermonaten von etwa 100.000 Touristen besucht. Neben den bis zu 2000 Tagesgästen gibt es etwa 170 Gästebetten, Campingmöglichkeiten, 240 Plätze in Strohlagern und mehrere Schullandheime.

### Verkehr

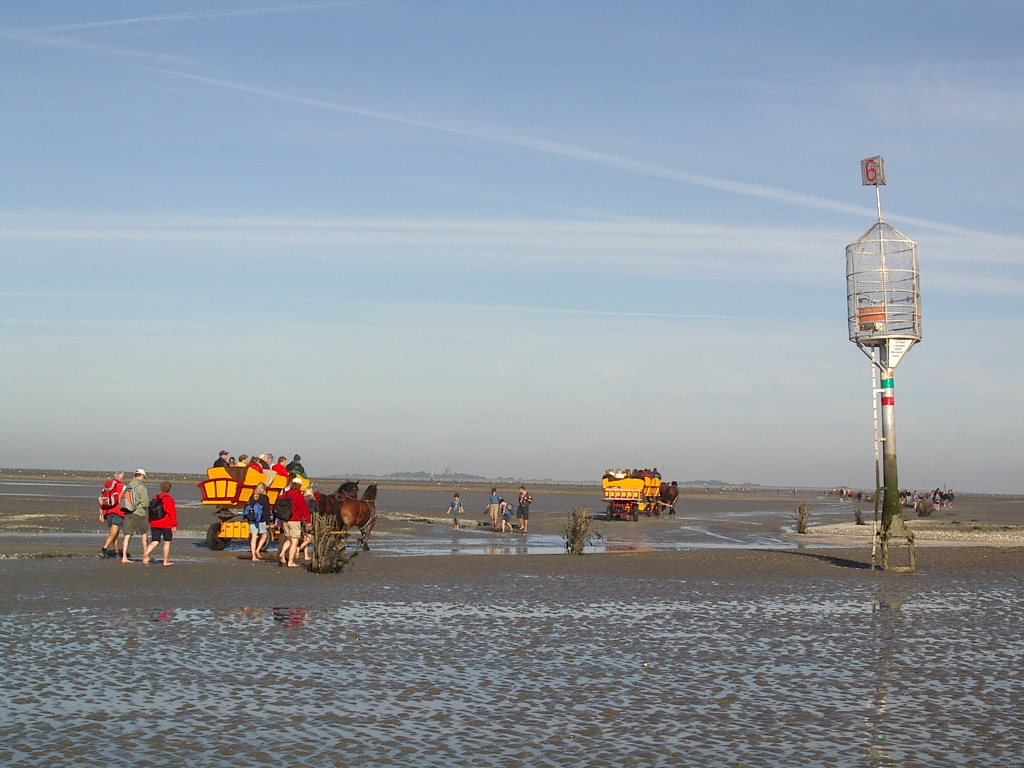
Wattwagen und Rettungsbake

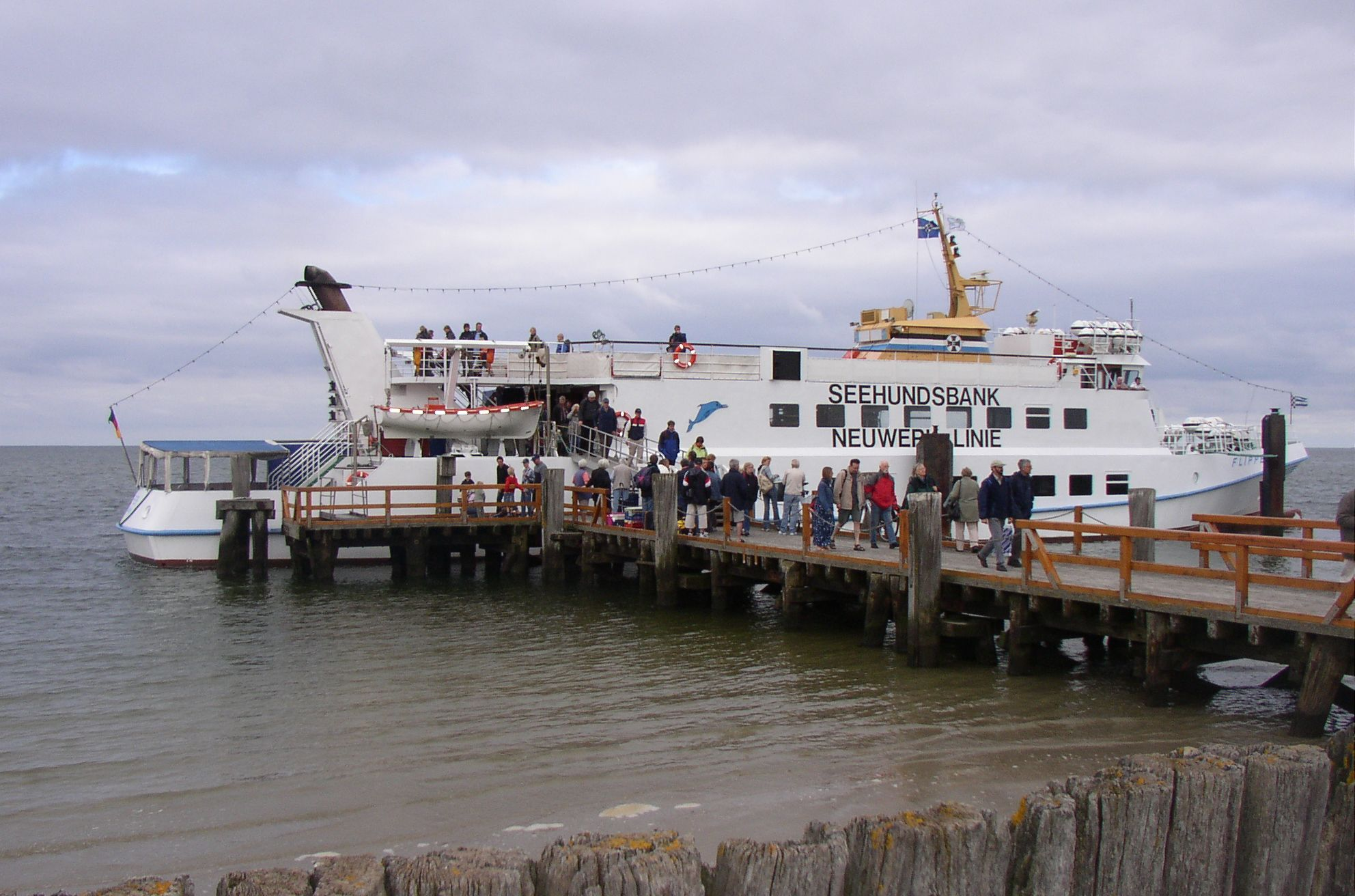
Das Seebäderschiff Flipper am Steg von Neuwerk

Die autofreie Insel Neuwerk ist bei Ebbe bis Niedrigwasser von den zu Cuxhaven gehörenden Ortsteilen Sahlenburg oder Duhnen durch das Watt (zu Fuß, per Pferd oder Wattwagen) erreichbar. Die Wanderung zur Insel Neuwerk entlang eines mit Pricken gekennzeichneten Weges auf dem Wattenhoch dauert etwa zweieinhalb Stunden. Entsprechend den Veränderungen in der Wattlandschaft wird der Weg jedes Jahr leicht angepasst. Auf dem Weg befinden sich vier Rettungsbaken für Wanderer, die von der Flut überrascht werden. Bei Hochwasser sind im Sommer tägliche Fahrten per Schiff der Reederei Cassen Eils von Cuxhaven aus möglich. Die Fahrzeit beträgt rund eineinhalb Stunden.
Zwischen 1933 und 1964 erfolgten einige Teststarts mit Postraketen von Duhnen nach Neuwerk und Scharhörn.
Zur besseren Positionsbestimmung der Schiffe auf der Nordsee ordneten die britischen Besatzungsmächte 1946 die Einrichtung einer der ersten Stationen des Peilfunknetzes Nordsee auf Neuwerk an.
Auf Neuwerk gab es von 1962 bis 1986 eine Materialbahn für den Bau von neuen Buhnen, die infolge der schweren Sturmflut im Februar 1962 eingerichtet wurde. Betreiber der Bahn war zunächst das niedersächsische Hafenamt Cuxhaven. Da seit dem 1. Oktober 1969 Neuwerk zu Hamburg gehört, ging die Bahn entsprechend in die Zuständigkeit des damaligen Hamburger Amtes für Strom- und Hafenbau über. Es wurden 600-mm-Gleise vom Bauhof über den südlichen Deich ins Vorland verlegt. Die Strecke reichte weiter über den Anleger bis in das Nordvorland, wo nach Bedarf zusätzliche Anschluss- und Zweiggleise installiert wurden. Die Küstenschutzbahn transportierte das Material zum Bau der neuen Buhnen. Zum Einsatz kamen hierbei zwei Loks vom Typ DS 20 der Diepholzer Maschinenfabrik Fritz Schöttler (DIEMA). Eine davon wird heute noch von der Moorbahn Ahlenmoor betrieben. Eines der letzten Gleisstücke war noch 2002 am Süddeich vorhanden, wurde inzwischen aber abgebaut.

## Energieversorgung
Die Hamburg Port Authority (HPA) betreibt ein 40.000-Liter-Depot für Heizöl in der Nähe des Schiffsanlegers.

## Kultur und Sehenswürdigkeiten

### Bauwerke

#### Turm
Der mächtige Leuchtturm wurde 1310 als Wehrturm fertiggestellt und diente als Schutz der Elbmündung vor Seeräubern.
Das Leuchtfeuer auf dem Turm wurde am 23. Dezember 1814 gezündet. Am 10. Februar 2014 wurde das Leuchtfeuer als Seezeichen für die Elbschifffahrt außer Betrieb genommen und wird seither von der Hamburg Port Authority als sog. „privates Feuer“ betrieben. Der Leuchtturm Neuwerk gilt als das älteste Bauwerk Hamburgs, als ältestes Profanbauwerk der gesamten deutschen Küste und ist zudem Hamburgs letztes Festungsgebäude.

#### Turmwurt

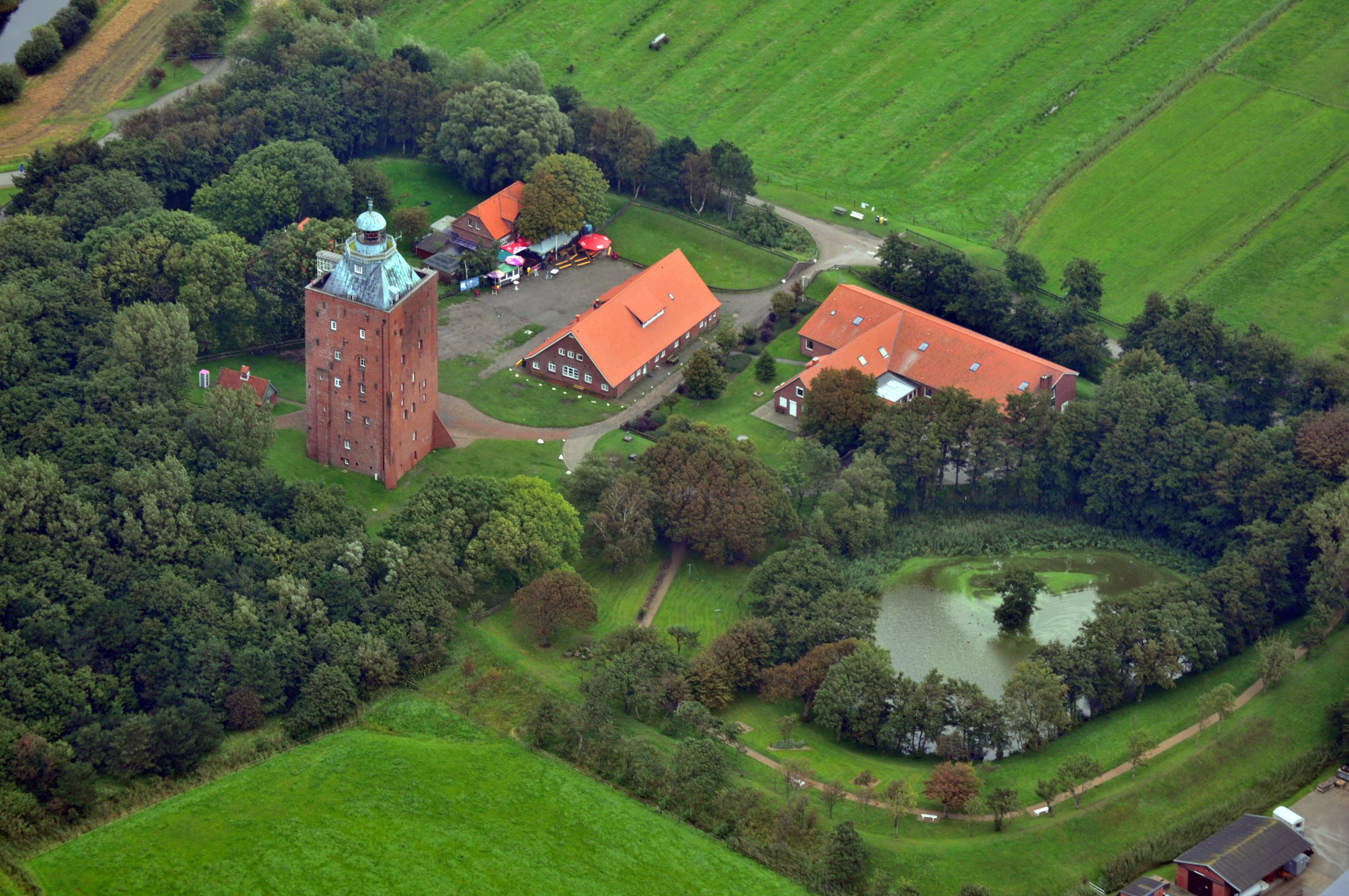
Neuwerker Turmwurt

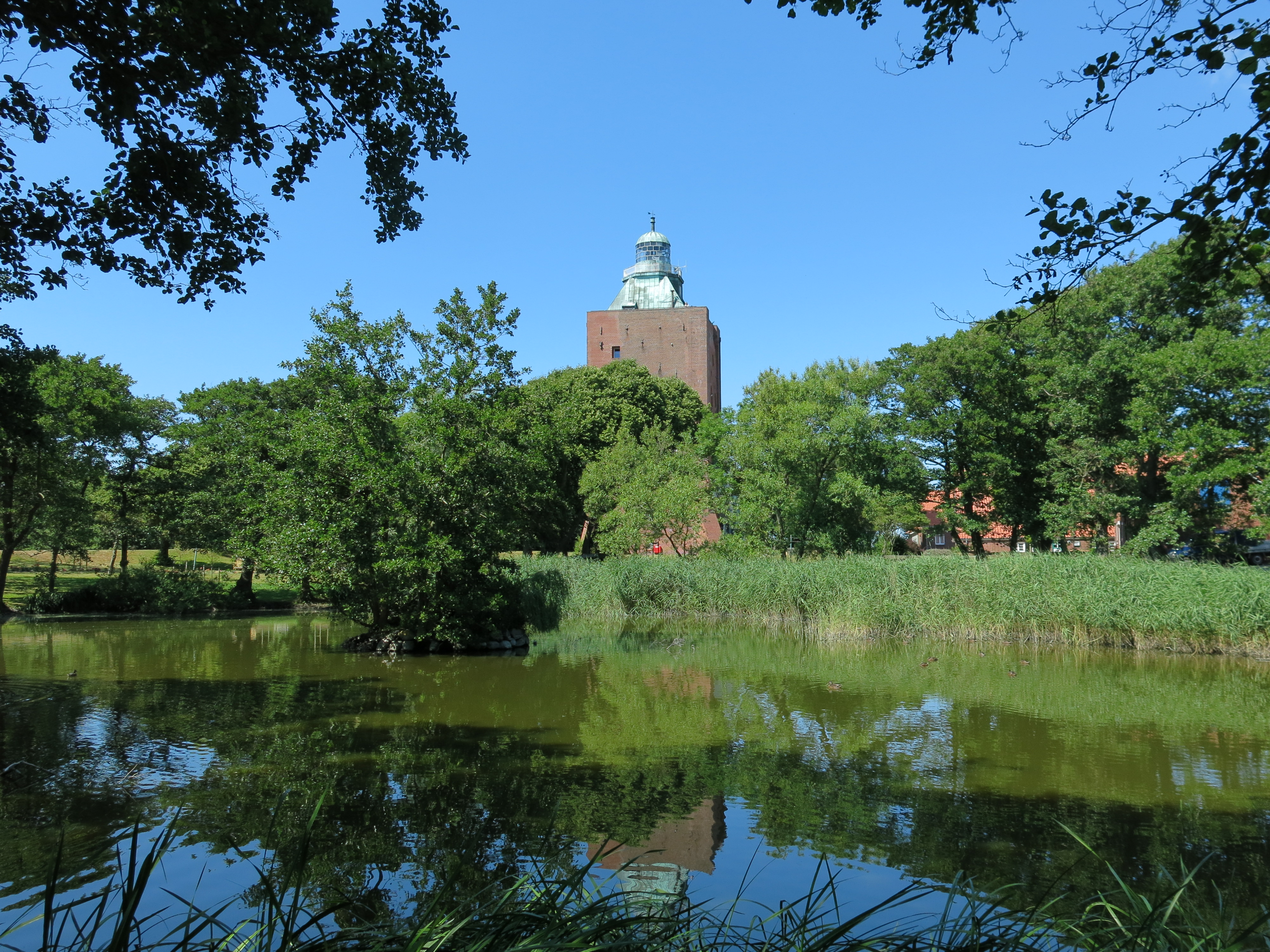
Herrengarten mit Teich und Leuchtturm

Der Turm, das Schullandheim, das alte Schulgebäude, die HPA-Unterkünfte, zwei weitere Gebäude und der „Herrengarten“ mit Teich sind von einem eigenen Deich umgeben und liegen leicht über dem normalen Niveau des Innengrodens. Damit bietet es auch zusätzlichen Schutz vor besonders schweren Sturmfluten.

#### Friedhof der Namenlosen
Auf dem „Friedhof der Namenlosen“ wurden früher Leichen bestattet, die von der Flut an Neuwerks Ufer geschwemmt wurden. Er wurde am 22. Juni 1319 durch den Bischof Konrad von Megara und drei weitere Geistliche geweiht. Er wurde 1900 umgestaltet. Heute werden aufgefundene Tote auf das Festland überführt und dort beigesetzt.

#### Baken

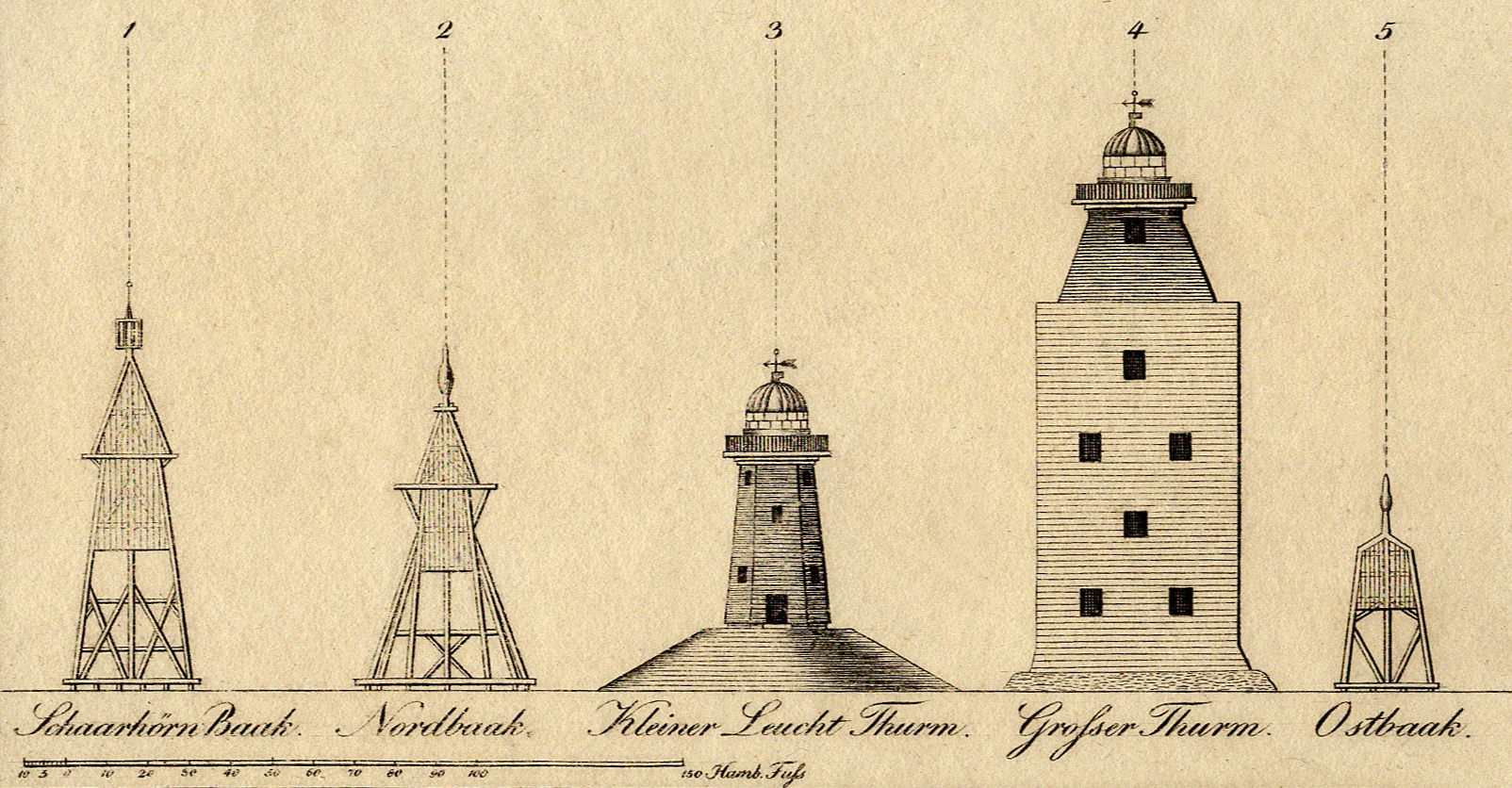
Die Türme und Baken Neuwerks (1825/1831)

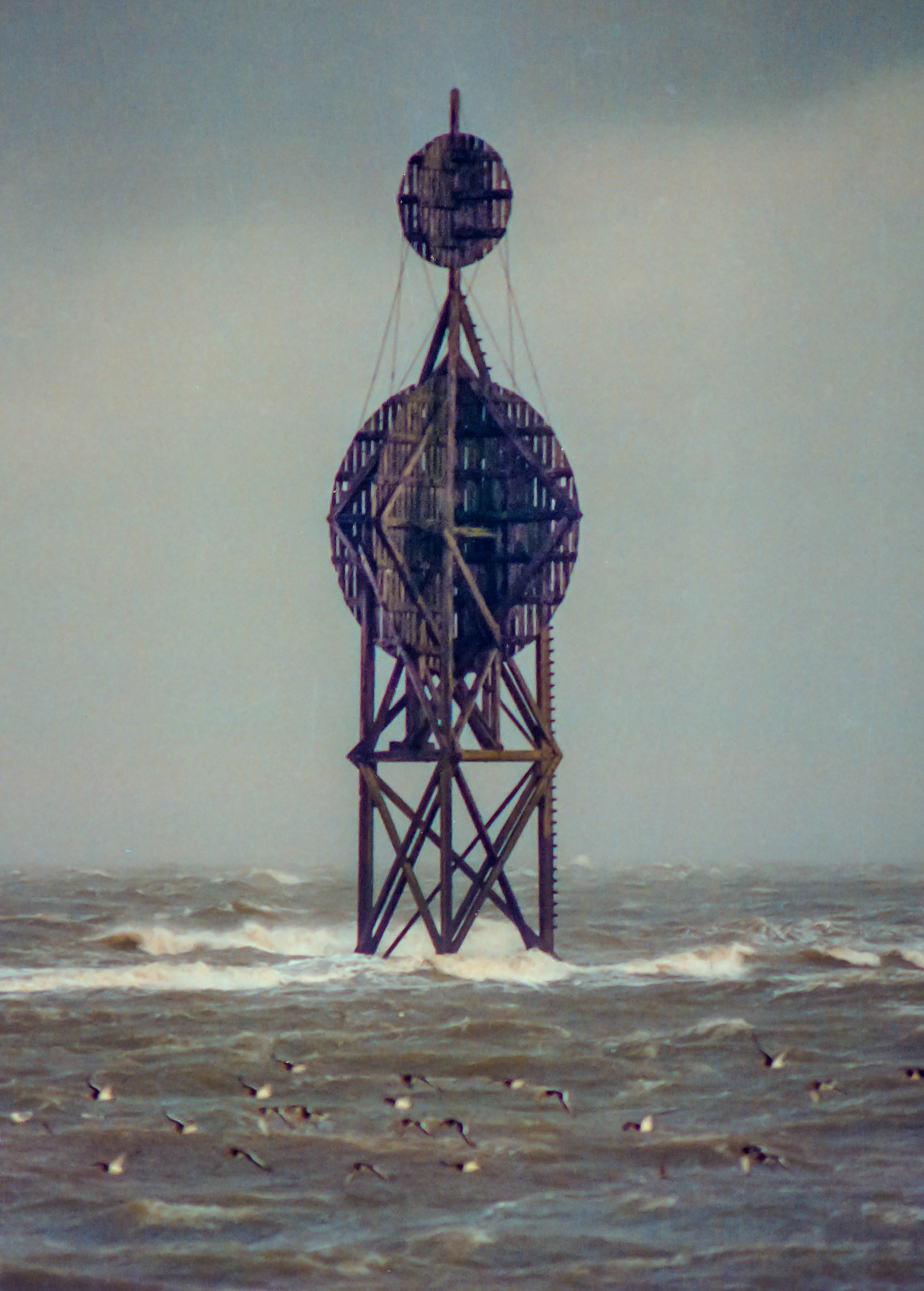
Neuwerker Ostbake im Ostvorland während der Januarflut 1994 am 28. Januar 1994, kurz nach absolutem Höchststand

Um Neuwerk und Scharhörn standen über die Jahrhunderte diverse Seezeichen. Es waren Tonnen im Fahrwasser, wie zum Beispiel die Buttertonne, oder Baken – sturmsichere massiv gegründete Holzgerüste von bis zu 20 Meter Höhe – und dienten zur Peilung bei Fahrt durch die Außenelbe. Die Scharhörnbake bot Schiffbrüchigen auch Unterschlupf und wurde regelmäßig mit Notproviant versorgt. Als erste Navigationshilfe bei Nacht wurde die Neuwerker Blüse errichtet. Sie stand von 1644 bis 1814 im (später vor dem) damaligen Vorland zusammen mit der Nordbake und der heutigen Schule in einer Linie mit dem Turm. Die Nordbake diente zur Verdunkelung des Feuers bei Erreichen der Schartonne am Ende dieser Linie. Die Blüse wurde 1815 durch den kleinen Leuchtturm ersetzt. Dieser stand bis 1885 hinter dem Deich, wo heute die Schule steht. Heute steht neben dem Turm als Seezeichen nur noch die Ostbake im Ostvorland. Die erste Ostbake erbaute 1635 der Hamburger Barsenmeister Peter Petersen, genannt Klappmütze, daher wurde sie auch Klappmützenbake genannt. Die Ostbake stürzte zuletzt während des Orkans Kyrill am 18. Januar 2007 um und wurde am 11. September 2009 durch die HPA und das THW Altona neu errichtet. Die Nordbake im Watt am Anleger wurde am Morgen des 29. Oktober 2017 Opfer des Sturmtiefs Herwart. Weiterhin gab es im 16./17. Jahrhundert die Werck-balger-Bake im Watt zwischen der Buttertonne und dem Turm. Der 1986 errichtete 52 m hohe Radarturm am Westufer ist ebenfalls weithin sichtbar, aber keine Bake im engeren Sinne.

#### Inselschule
Auf Neuwerk existiert seit der Aufnahme des Schulbetriebs am 12. Juni 1827 eine kleine Schule. Im Laufe der Zeit fand der Schulbetrieb an drei Standorten auf der Insel statt, die heute noch existieren. Aktuell gibt es keine schulpflichtigen Kinder auf der Insel.

#### Schullandheim
1920 initiierte Heinrich Gechter die Nutzung des Turms als Schullandheim für Schüler aus Winterhude. Ab 1924 wich man auf den Dachboden der Staatsscheune am Turm aus und weitete ab 1933 die Nutzung auf Teile des Erdgeschosses aus. Damit kamen jährlich bis zu 400 Schüler in das Schullandheim am Turm.
Nach der Einrichtung des Naturschutzgebiets beherbergte die Scheune im Erdgeschoss auch das Infozentrum und die Vogelwärterwohnung bis zur Einrichtung des Nationalparkhauses.

#### Nationalparkhaus
Das 2004 eröffnete Nationalparkhaus der Behörde für Stadtentwicklung und Umwelt (BSU) beherbergt eine Ausstellung über den Nationalpark Hamburgisches Wattenmeer.

### Kulturdenkmäler
→ Siehe auch: Liste der Kulturdenkmäler im Hamburger Bezirk Hamburg-Mitte

### Bienenzucht
Im Sommer dient die Insel als Inselbelegstelle zur Begattung von Bienenköniginnen. Dafür ist die Insel wegen ihrer isolierten Lage besonders geeignet. Betreiber ist das niedersächsische Institut für Bienenkunde Celle.

## Rezeption in Bild und Film

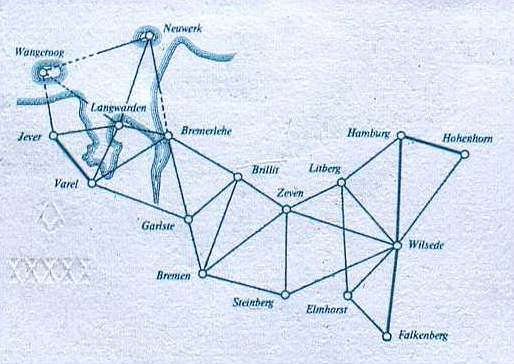
Neuwerk als nördlichster Punkt des Triangulationnetzes des Königreichs Hannover von Gauß auf der Rückseite der letzten 10-DM-Scheine.

- Im Jahr 1934 fand Alfred Ehrhardt eine Stelle als Organist und Chorleiter in Cuxhaven und unternahm von dort Foto-Exkursionen ins Watt zwischen Scharhörn und Neuwerk. Nach großem Erfolg seiner Ausstellung der Watt-Fotos im Hamburger Kunstgewerbeverein 1936 wanderte die Ausstellung ein Jahr lang durch Deutschland.[64] 1937 veröffentlichte er hieraus den Bildband Das Watt.[65]
- Im Hamburger Rathaus zeigt sich die Verbundenheit mit Neuwerk durch ein Ölgemälde im Waisenzimmer rechts oberhalb der Tür und eine weitere Darstellung des Leuchtturms von Neuwerk in der Senatslaube am linken Rand des zentralen Bleiglasfensters.
- Auf der Rückseite der 10-DM-Scheine der letzten Serie (1989–2001) war ein Ausschnitt des Triangulationnetzes aus der Triangulation des Königreichs Hannover von Carl Friedrich Gauß abgebildet, die von 1821 bis 1841 durchgeführt wurde[66] und dessen nördlichster Punkt der Turm auf Neuwerk war. Die Messungen bezüglich Neuwerks fanden im Juli 1825 statt.
- Die Folge Fährmann hol röver[67] der Serie Großstadtrevier spielt größtenteils auf der Insel, ebenso drei Tatort-Folgen des NDR.[68][69][70]

### Über Neuwerk
- Barthold Heinrich Brockes: Das neue Werk ohnweit Ritzebüttel. In: Land-Leben in Ritzebüttel als des irdischen Vergnügens in Gott, Siebender Theil, Druckts und verlegts Joh. Heinr. Phil. Schramm, Tübingen 1746, S. 257–267.
- Richard Linde: Die Niederelbe. In: Land und Leute: Monographien zur Erdkunde. Band 28. Velhagen & Klasing, Bielefeld & Leipzig 1908, S. 160–166 (Textarchiv – Internet Archive [abgerufen am 4. Oktober 2019]).
- Georg Christoph Lichtenberg: Warum hat Deutschland noch kein großes öffentliches Seebad? In: Schriften und Briefe. Band 3, München 1967 ff., ISBN 978-1-4826-4546-0, S. 95–103 (Erstdruck in: Göttinger Taschenkalender, 1793 anonym).
- Theodor von Kobbe, Wilhelm Cornelius: Kuxhaven und Neuwerk. In: Wanderungen an der Nord- und Ostsee. 1841.
- Alfred Ehrhardt: Das Watt. Verlag Heinrich Ellermann, Hamburg 1937.
- Ferdinand Dannmeyer, Erich von Lehe, Heinrich Rüther: Ein Turm und seine Insel – Monographie der Nordseeinsel Neuwerk. Fotos Alfred Ehrhardt. Rauschenplat 1952.
- Wilhelm Lemke: Die Vögel Neuwerks – Nordseeinsel im Wattenmeer. Hrsg.: Verein Jordsand zum Schutze der Seevögel e. V. Hamburg. Verlagsgesellschaft Cuxhaven, 1982.
- Oliver Neß: Besuch auf Neuwerk. Verlag Die Hanse, Hamburg 2001, ISBN 3-434-52571-8.
- Norbert Fischer: Von Seedeichen und Sturmfluten. Zur Geschichte der Deiche in Cuxhaven und auf der Insel Neuwerk, Stade 2016, 410 Seiten, zahlreiche, meist farbige Abbildungen
- Kurt Eisermann: Neuwerk Erholungsinsel mit Geschichte: Mit Scharhörn und Nigehörn. Die Hamburger Inseln im Weltnaturerbe Wattenmeer. Bremerhaven 2011, ISBN 978-3-86918-047-2.
- Peter Bussler: Neuwerk. Insel im Wattenmeer, Verlag Atelier im Bauernhaus, Fischerhude 2016, ISBN 978-3-88132-975-0.
- Publikationen im Niederdeutschen Heimatblatt
  - Kurt Eisermann: Arbeitseinsatz auf Neuwerk in den 30er Jahren. Freiwilliger Arbeitsdienst und Reichsarbeitsdienst errichten Schutzanlage. In: Männer vom Morgenstern, Heimatbund an Elb- und Wesermündung e. V. (Hrsg.): Niederdeutsches Heimatblatt. Nr. 805. Nordsee-Zeitung, Bremerhaven Januar 2017, S. 2–3 (m-v-m.de [PDF; 1,6 MB; abgerufen am 17. Juli 2019]).
  - Peter Bussler: Eine enge Freundschaft zum Wohle des Amtes Ritzebüttel. Johann Georg Repsold und Amandus Augustus Abendroth. In: Männer vom Morgenstern, Heimatbund an Elb- und Wesermündung e. V. (Hrsg.): Niederdeutsches Heimatblatt. Nr. 814. Nordsee-Zeitung, Bremerhaven Oktober 2017, S. 1–2 (m-v-m.de [PDF; 5,4 MB; abgerufen am 12. Juli 2019]).
  - Kurt Eisermann: Flutkatastrophe vor 300 Jahren. Die Weihnachtsflut 1717 auf Neuwerk und die Vogtfamilie Thode. In: Männer vom Morgenstern, Heimatbund an Elb- und Wesermündung e. V. (Hrsg.): Niederdeutsches Heimatblatt. Nr. 815. Nordsee-Zeitung GmbH, Bremerhaven November 2017, S. 3–4 (m-v-m.de [PDF; 6,6 MB; abgerufen am 6. Juli 2019]).
  - Peter Bussler: Mit Rainer Maria Rilke auf Neuwerk. Ein Inselbesuch und sein Niederschlag in Rilkes Dichtung. In: Männer vom Morgenstern, Heimatbund an Elb- und Wesermündung e. V. (Hrsg.): Niederdeutsches Heimatblatt. Nr. 837. Nordsee-Zeitung, Bremerhaven September 2019, S. 3 (m-v-m.de [PDF; 2,5 MB; abgerufen am 10. Oktober 2019]).
  - Kurt Eisermann: Das Schullandheim am Turm auf Neuwerk. Vor 100 Jahren schuf Hamburger Lehrer aus ehemaliger Vogtscheune ein Schulheim. In: Männer vom Morgenstern, Heimatbund an Elb- und Wesermündung e. V. (Hrsg.): Niederdeutsches Heimatblatt. Nr. 849. Nordsee-Zeitung, Bremerhaven September 2020, S. 3–4 (m-v-m.de [PDF; 6,9 MB; abgerufen am 5. Oktober 2020]).

### Prosa zu Neuwerk
- Insel Neuwerk. In: Seemanns-Sagen und Schiffer-Märchen. Heinrich Smidt, 1835, Kapitel 18; projekt-gutenberg.org
- Der Alte von Kap Kullen. In: Heinrich Smidt: Seemanns-Sagen und Schiffer-Märchen. 1849, S. 157 ff.
- Otto Beneke: Hamburgische Geschichten und Sagen. Perthes-Besser & Mauke, Hamburg 1854 (Wikisource).
- Helene Pichler: Eine Fahrt um die Braut. In: Die Gartenlaube. Heft 42, 1891, S. 720 (Volltext [Wikisource]).
- Gorch Fock: Seefahrt ist not! 1913.
- Hans Leip: Der Nigger auf Scharhörn, Hamburg 1927, ISBN 3-434-52604-8
- Dieter Riemer: Neuwerk und seine Märchen. Sievern 2012, ISBN 978-3-00-038362-5.